# فينغابويس
فينغابويس (بالإنجليزية: Vengaboys)‏ هي فرقة يورودانس هولندية رباعية تغني بالإنجليزية وتستقر في روتردام في هولندا، تأسست في سنة 1997 وتتكون من كيم ساسابون ودينيس بوست فان ريسفيك وروبن بورس ودوني لاتوبيريسا، من أشهر أغانيها We Like to Party و Boom, Boom, Boom, Boom!! و We're Going to Ibiza.

## روابط خارجية
- فينغابويس على موقع IMDb (الإنجليزية)
- فينغابويس على موقع ميوزك برينز (الإنجليزية)
- فينغابويس على موقع أول ميوزيك (الإنجليزية)
- فينغابويس على موقع ديسكوغز (الإنجليزية)